# Trachemys nebulosa
Espèce
Synonymes
- Chrysemys nebulosa Van Denburgh, 1895
- Pseudemys scripta hiltoni Carr, 1942

Trachemys nebulosa est une espèce de tortue de la famille des Emydidae.

## Répartition
Cette espèce est endémique du Mexique :
- Trachemys nebulosa hiltoni se rencontre au Sonora et au Sinaloa ;
- Trachemys nebulosa nebulosa se rencontre en Basse-Californie du Sud.

## Liste des sous-espèces
Selon TFTSG (6 juin 2011) :
- Trachemys nebulosa hiltoni (Carr, 1942)
- Trachemys nebulosa nebulosa (Van Denburgh, 1895)

## Publications originales
- Carr, 1942 : A new Pseudemys from Sonora, Mexico. American Museum Novitates, no 1181, p. 1–4 (texte intégral)
- Van Denburgh, 1895 : A review of the herpetology of Lower California. Part I - Reptiles. Proceedings of the California Academy of Science, ser. 2, vol. 5, p. 77-162 (texte intégral).